# Scorpioni (gruppo paramilitare)
Gli Scorpioni (in serbo Шкорпиони?, Škorpioni) sono stati un gruppo paramilitare serbo attivo durante le guerre jugoslave. Il gruppo prese parte alle guerre di Croazia, Bosnia ed Erzegovina e del Kosovo, rendendolo il gruppo paramilitare più longevo delle guerre dei Balcani. Quando le ostilità finirono, molti membri del gruppo vennero processati per crimini di guerra.

## Storia
Il gruppo venne fondato dai fratelli Slobodan e Aleksandr Medić, che la chiamarono con il nome della loro pistola preferita, la cecoslovacca Vz 61 Skorpion. Il gruppo venne schierato a Vukovar contro le forze croate e successivamente partecipò all’assedio di Srebrenica e al relativo massacro. Nel 1999 prese parte alla guerra in Kosovo contro l’UÇK, partecipando a varie battaglie insieme all’Unità Speciale Antiterroristica nel nord della regione. Il gruppo si rese responsabile del massacro di 14 civili albanesi nella città di Podujevo.

## Accuse per crimini di guerra
Il membro del gruppo Saša Cvjetan fu accusato nel 2004 per aver preso parte al massacro di Podujevo e venne condannato da un tribunale serbo a vent’anni di carcere.
Un anno dopo, durante il processo a Slobodan Milošević, venne mostrato un filmato dove membri degli Scorpioni uccidevano sei prigionieri di guerra bosgnacchi. Due anni più tardi, cinque membri dell'unità, tra cui lo stesso Slobodan Medić, verranno arrestati con Medić condannato a cinque anni di carcere.
Morirà nel 2013 in un incidente stradale insieme a sua moglie e suo figlio.